# Kuusikumpujärvet
Kuusikumpujärvet är näraliggande sjöar i Gällivare kommun i Lappland som ingår i Kalixälvens huvudavrinningsområde:
- Kuusikumpujärvet (Gällivare socken, Lappland, 749365-173468), sjö i Gällivare kommun
- Kuusikumpujärvet (Gällivare socken, Lappland, 749398-173452), sjö i Gällivare kommun